# Max Littmann

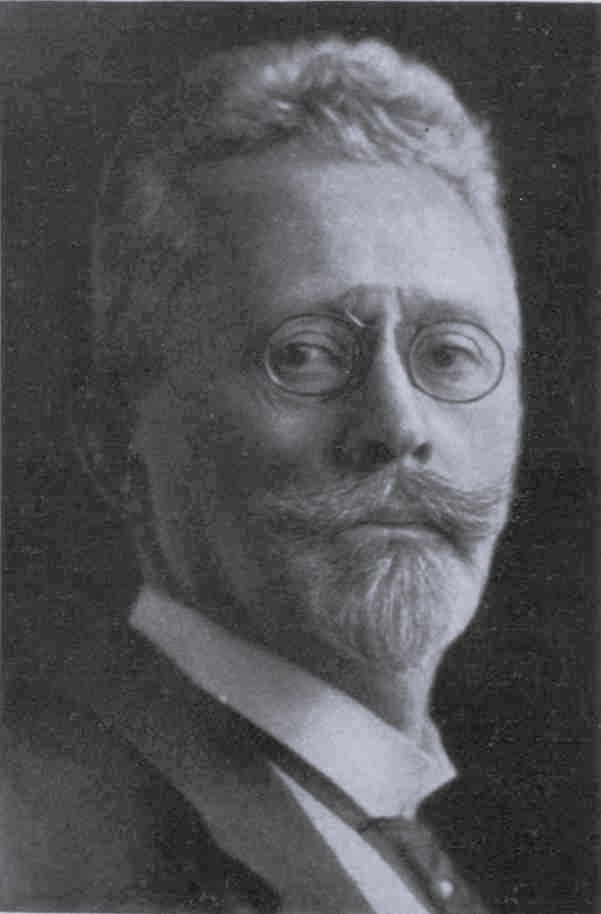
Max Littmann, Portrait 1912.

Max Littmann, né le 3 janvier 1862 et mort le 20 septembre 1931, est un architecte allemand.

## Biographie
Né a Schloßchemnitz, aujourd'hui une partie de la ville Chemnitz, Littmann a fait ses études à la Gewerbeakademie Chemnitz et à la Technische Hochschule Dresden. En 1885, il s'installait à Munich où il a rencontré Friedrich Thiersch et Gabriel von Seidl et où, après deux voyages d'étude en Italie et à Paris, il s'installait comme un architecte libre. En 1891, il a rejoint l'entreprise de bâtiment de son beau-père Jakob Heilmann, en la transformant ainsi en une société en nom collectif Heilmann & Littmann. Il est mort a Munich. Le bâtiment le plus célèbre de Littmann est le Hofbräuhaus de Munich, mais il a aussi construit des théâtres, des grands magasins et des spas.

## Bâtiments (sélection)
- 1896-1897 : Hofbräuhaus à Munich
- 1898-1900 : Kurhaus (bâtiment thermal) à Bad Reichenhall
- 1900 : Orlando-Haus à Munich
- 1900-1901 : Théâtre du Prince-Régent (Prinzregententheater) à Munich
- 1904-1905 : Kurtheater (théâtre) à Bad Kissingen
- 1905-1906 : Schillertheater (théâtre) à Berlin
- 1906-1907 : Deutsches Nationaltheater (théâtre) à Weimar
- 1908 : Künstlertheater à Munich
- 1907-1909 : Schackgalerie à Munich
- 1909-1912 : Königliches Württembergisches Hoftheater (opéra) à Stuttgart
- 1910-1913 : Regentenbau (salle de concert) et Wandelhalle (bâtiment thermal) à Bad Kissingen
- 1926-1927 : Kurhausbad (bâtiment thermal) à Bad Kissingen

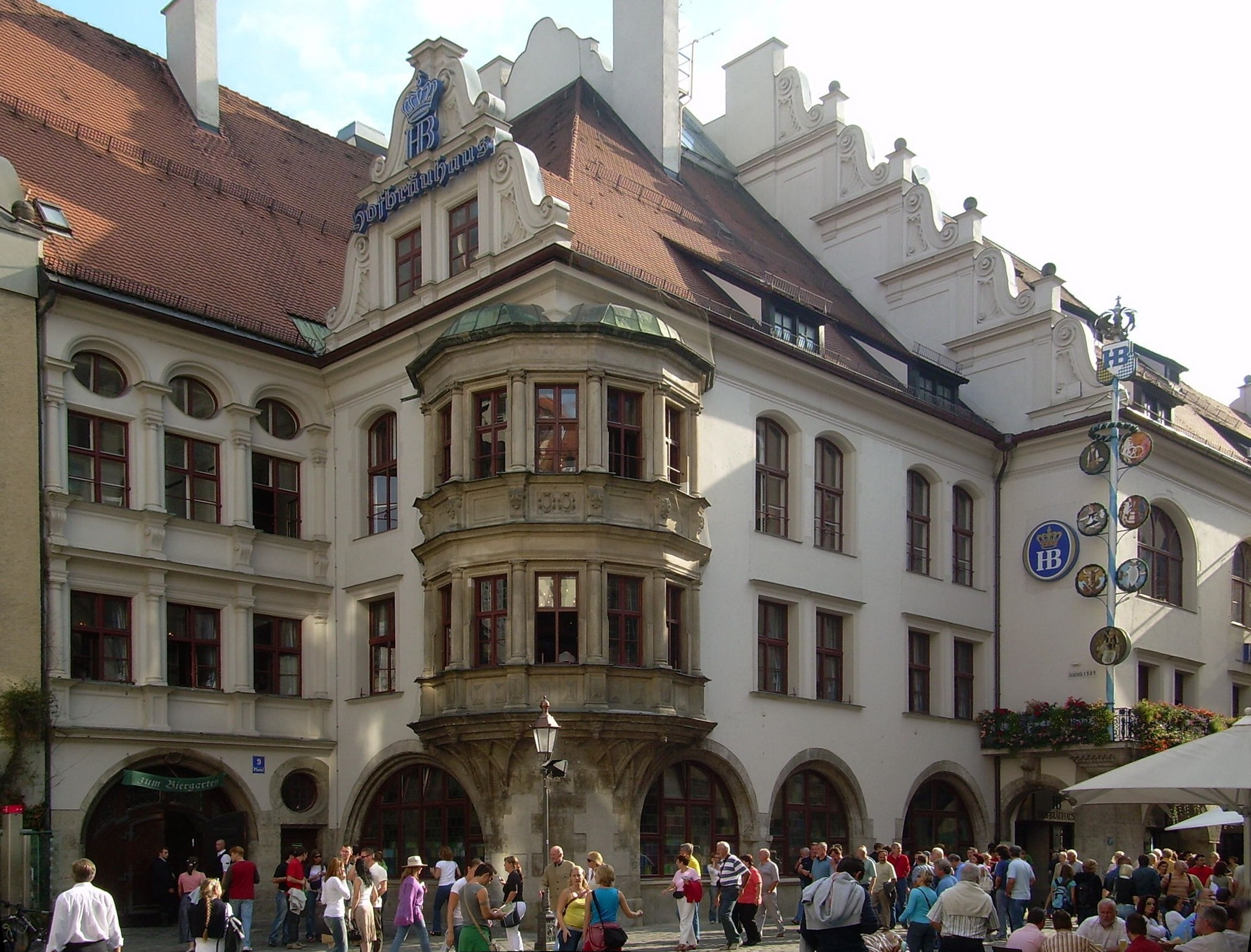
Hofbräuhaus à Munich 1896-1897
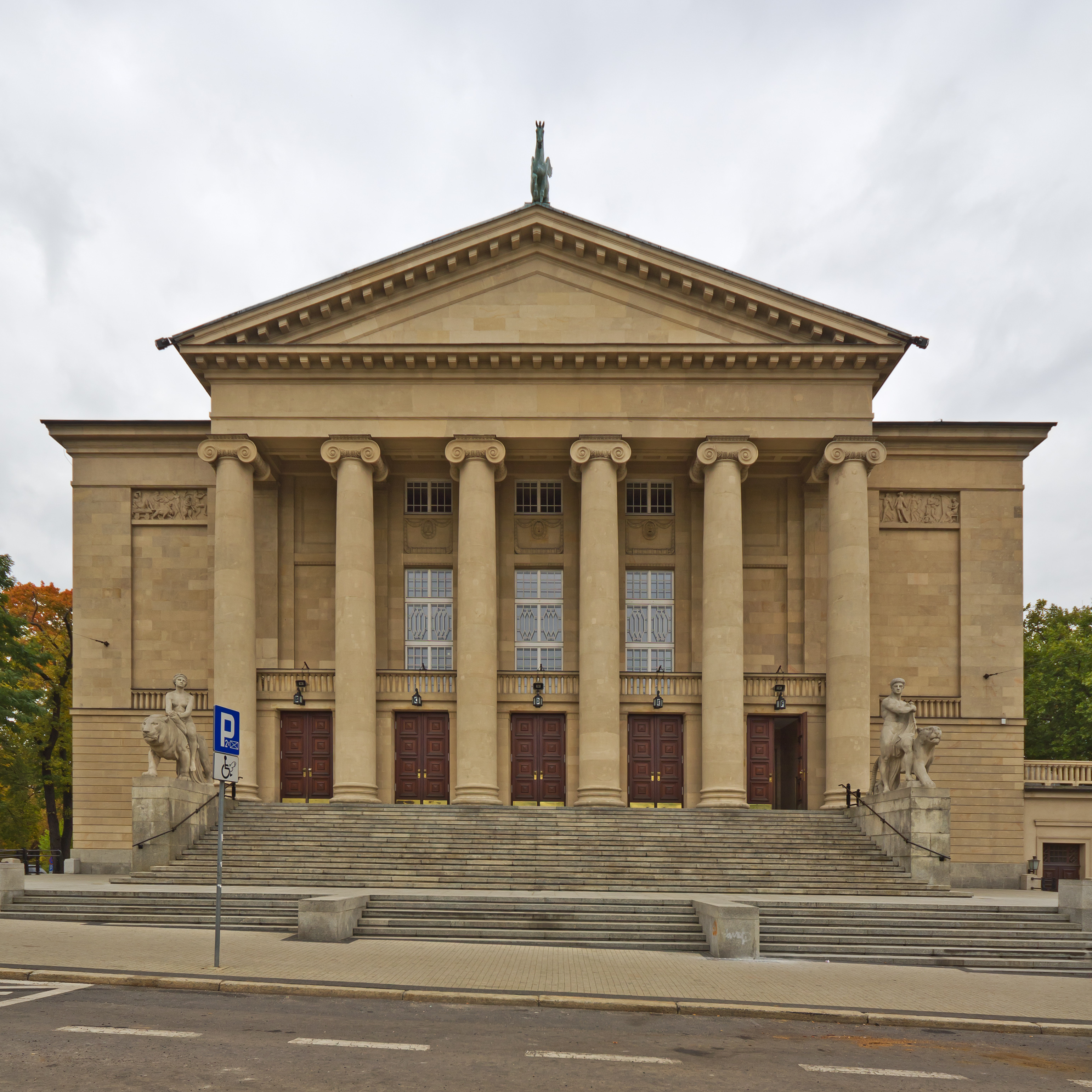
L'Opéra à Poznań 1909-1910
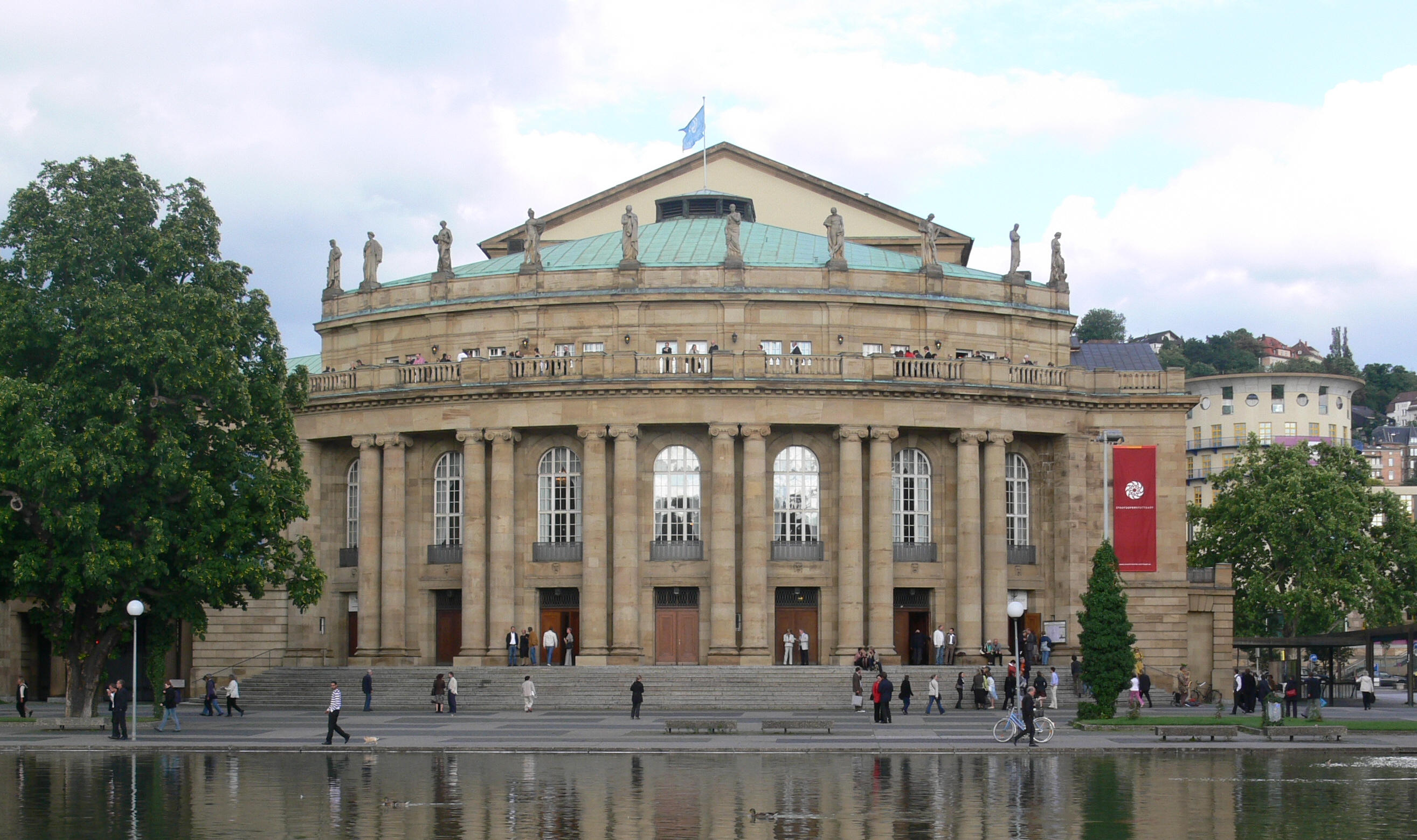
L'Opéra à Stuttgart 1909-1912
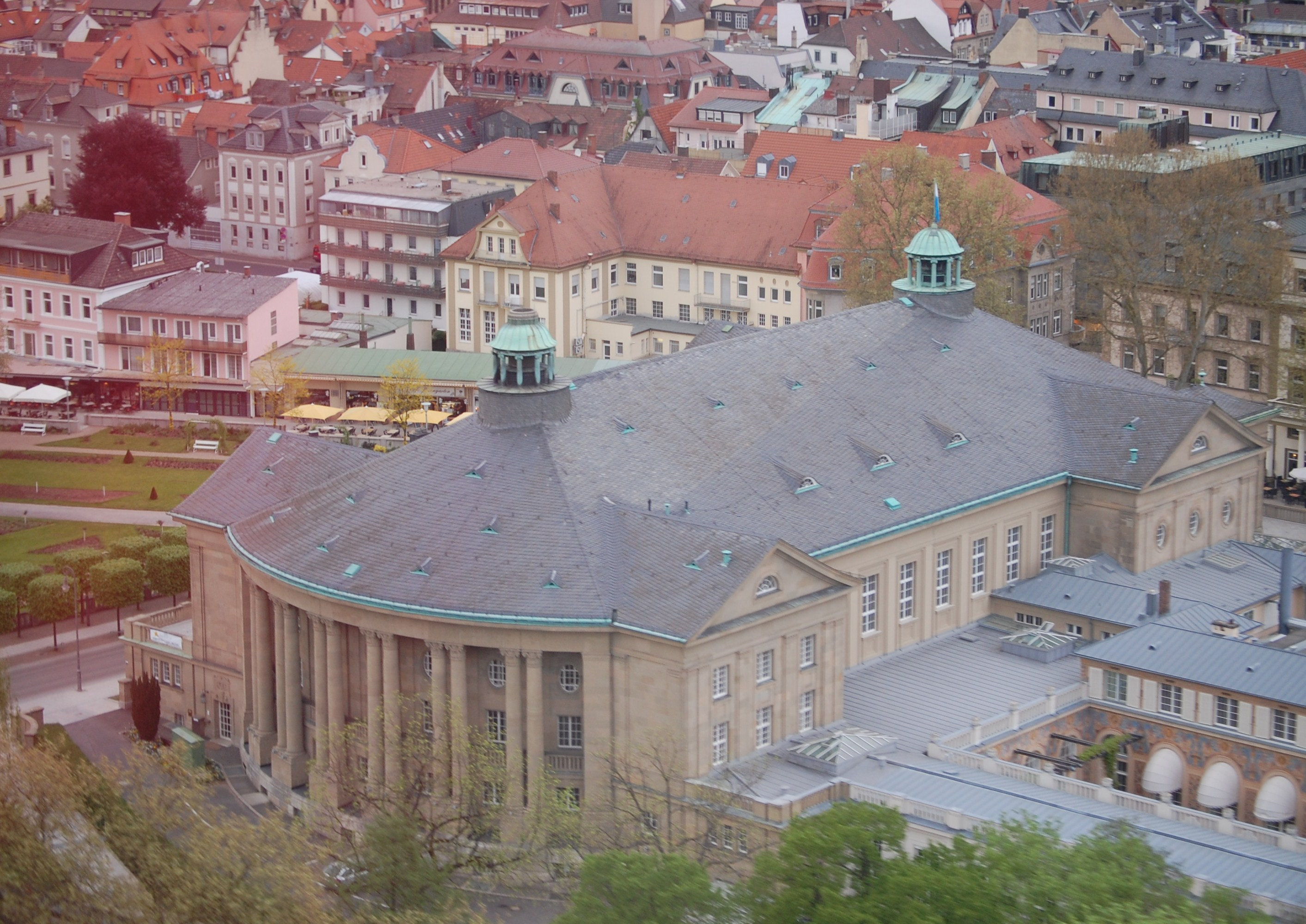
Regentenbau (salle de concert) à Bad Kissingen 1910-1913

## Écritures
- Littmann, Max: Das Charlottenburger Schiller-Theater. München: Bruckmann [ca. 1906].
- Littmann, Max: Das Münchner Künstlertheater. München: Werner 1908.
- Littmann, Max: Das Großherzogliche Hoftheater in Weimar. Denkschrift zur Feier der Eröffnung. München: Werner 1908.
- Littmann, Max: Die Königlichen Hoftheater in Stuttgart. Darmstadt: Koch 1912.